# Christian Dexne
Christian Dexne (* 22. Dezember 1971 in Rabat/Marokko) ist ein deutscher Fernsehjournalist. Er ist der Bruder des Hamburger Schauspielers Holger Dexne und lebt in Berlin.
Nach dem Abitur an der Fritz-Reuter-Schule in Bad Bevensen studierte Dexne Anglistik, Wirtschaftswissenschaften und Soziologie an der Universität Bielefeld.
Seit 1996 arbeitete er für verschiedene deutsche Fernsehsender. 2001 begann er als Freier Mitarbeiter beim Ostdeutschen Rundfunk Brandenburg, durch die Fusion ab 2003 beim Rundfunk Berlin-Brandenburg. Im Winter kommentiert er in der ARD abwechselnd mit Wilfried Hark die Live-Übertragungen der Rennen im Biathlon-Weltcup, im Sommer berichtete er von 2002 bis 2013 von der DTM.
Als Reporter berichtete er seit 2004 von allen Olympischen Spielen, den Fußball-Weltmeisterschaften 2006, 2010, 2014, 2018 und 2022 sowie der Fußball-Europameisterschaft 2008, der Fußball-Europameisterschaft 2012 und der Fußball-Europameisterschaft 2016. Darüber hinaus kommentiert er vereinzelt Spiele der 3. Fußball-Liga und der Regionalliga-Nordost.